# حاتي

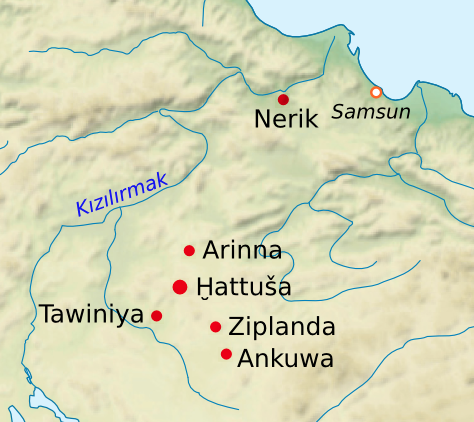

حاتي أو هاتي (Hatti) أو خاتي أو خاطي: منطقة جغرافية قديمة في آسيا الصغرى تحيط بمدينة خاتوشا (بالقرب من بوغاز كوي الحالية) وإلى غربي الفرات، بينما حدودها الأخرة فغير معروفة حتى الآن.
وتظهر هذه التسمية لأول مرة نحو 2300 ق.م في النصوص الأكدية، ولاحقًا نحو 1900 ق.م في نصوص المستعمارات التجارية الآشورية (كاروم).
حاتي هو اسم للمجوعات البشرية الأناضولية التي ربما لم تكن تنطق بـلغات هندية أوروبية والتي اتخذت من خاتوشا مركزًا لها. إلا أن هذا الاسم سرى لاحقًا على المجموعات البشرية الناطقة بلغات هندية أوروبية (اللغة الحيثية) والذين يسمون بالدراسات الحالية حيثيون، مع أنهم لم يسموا نفسهم بهذا الاسم، واقد اتخذ الحيثيون من خاتوشا مركزًا لهم وكانت في أغلب الأوقات عاصمة مملكتهم الكبيرة.
عُرفت المنطقة منذ زمن الدولة السومرية-الأكدية في عهد شارّو كِن الأكدي باسم حاتو (Hattum/Hattu،إذ يقول شارّو كِن الأكدي في على بوروشخاندا(Purušḫanda) حملته ما معناه {ما الذي نفعله هنا؟ المرئ يبقى جالسًا فقط، هذه الطريق الشاقة لن نكررها مرة أخرة}
لاحقًا استخدم الآشوريون الاسم حاتي/ حاتو، خاطي، لكل المنطقة الواقعة غرب الفرات، حتى على المناطق التي لم تكن يومًا تحت حكم الحيثيون أو سبق وتواجدوا فيها، كما خُصصت كركميش في بعض النصوص الآشورية كبلاد خاطي، ويسمي اشور- أههئ- يدينا على نصب النصر المعرف بـ (Prisma B) في القائمة المؤلفة من 22 ملك الذين انتصر عليهم، كلهم حاتي بما فيهم ملوك جنوبي سوريا التاريخية وقبرص. وقد بقيت تسمية المنطقة الشمالية تحمل اسم حاتي بعد سقوط الدولة الحيثية.

## مقالات ذات صلة
- حيثيون
- لغة لوية